# Google ピンイン入力
Google ピンイン入力（グーグル ピンインにゅうりょく、中: 谷歌拼音输入法、英: Google Pinyin Input）とは、Googleの中国法人によって開発された中国語入力用のインプットメソッド（IME）である。Google中国が撤退した2014年時点でも、開発は継続されていた。
2018年6月以降、PC向けGoogleピンイン入力は完全に更新が停止されダウンロード出来なくなっている。また、PCへのインストール及びインストール済みのGoogle ピンイン入力でのGoogle アカウントへのログインと自動同期機能も使用できなくなった。

## 歴史
2007年4月4日に初版が公開され、10月25日にベータ版から安定版へと切り替わった。

## 機能
Googleピンイン入力は、主に5つの以下の機能が搭載されている。
- 精度の高いテキスト変換。
- インターネットのウェブ上で出回る用語をインデックスしているため、ネット用語のフレーズが得意とされる。
- Googleアカウントに同期され、他のデバイスで辞書が使用可能。
- 入力補完後の予測変換結果の表示。
- 日付、時間、電卓機能。

## 著作権盗用疑惑
Googleピンイン入力が2007年4月に発表された後、Googleピンインの辞書データベースに捜狐の検索サービスの捜狗（中国語：搜狗）の捜狗ピンインの従業員の名前が含まれていることが分かり、この辞書が中国のインターネット市場で競合の捜狗ピンインから盗用された疑いが持たれた。2007年4月8日にGoogleは社外のデータベースを使用したことを認め、その後新たな辞書を作成した版のソフトウェアを発表した。